# Omoda Seiju

Sommerabend, 1930

Omoda Seiju (japanisch 小茂田 青樹; geboren 30. Oktober 1891 in Kawagoe (Präfektur Saitama); gestorben 28. August 1933 in Tokio) war ein japanischer Maler der Nihonga-Richtung.

## Leben und Werk
Omoda Seiju studierte ab 1908 Malerei unter Matsumoto Fūko (1840–1923) in dessen Kunstschule „Angadō Gajuku“ (安雅堂画塾). 1914 schloss er sich der Künstlergruppe „Sekiyōkai“ (赤曜会) an, die eine Weiterentwicklung der Nihonga-Richtung der Malerei anstrebte. 1915 konnte er zum ersten Mal ein Bild auf der Ausstellungsreihe des „Inten“ zeigen. Er entwickelte eine eigene Malrichtung, in der er auf der Grundlage von Skizzen Landschaften in leicht „westlicher“ Manier gestaltete. Ab der Shōwa-Zeit gestaltete er in ähnlicher Weise auch in dekorativer Weise Pflanzen- und Tierbildern.
1929 beteiligte Omoda sich an der Gründung der Künstlergemeinschaft „Sanritsusha“ (杉立社). Er wurde Professor an der „Teikoku bijutsu gakkō“ (帝国美術学校), der Vorläufereinrichtung der Kunsthochschule Musashino. Zu seinen Schülern gehörte u. a. Tanaka Seibyō. 1931 war er auf der Ausstellung japanische Malerei in Berlin zu sehen.
Zu seinen Werken gehören
- „Yashu shidai“ (野趣四題) – „Viermal ländliche Stimmung“
- „Saien“ (菜園) – „Gemüsegarten“
- „Izumo Esumi-minato“ (出雲江角港) – „Bucht von Esumi, Izumo“, 1921
- „Chūgyo gakan“ (虫魚画巻) – „Bilderalbum von Insekten und Fischen“, 1931

## Bilder

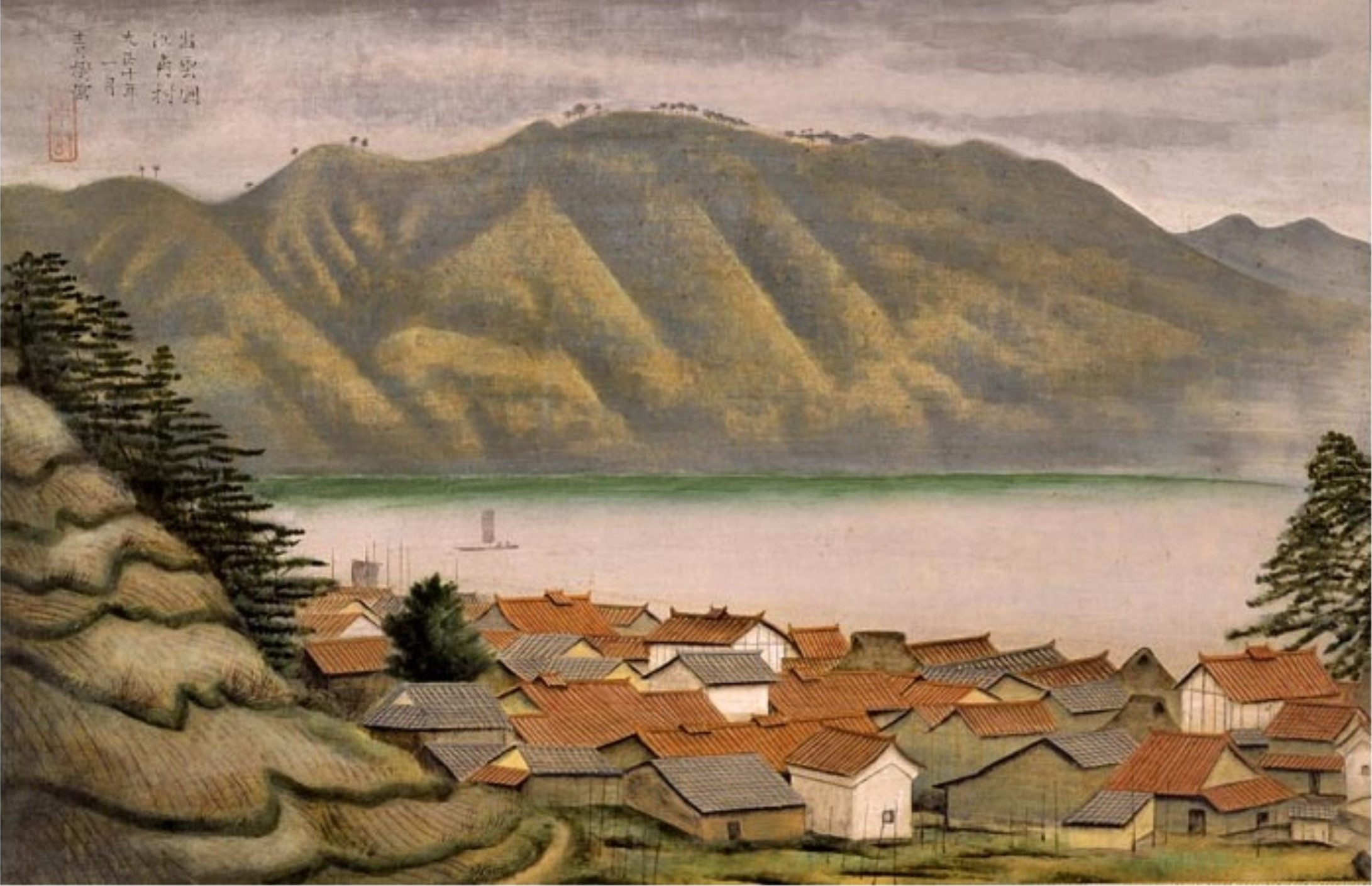
Bucht von Esumi
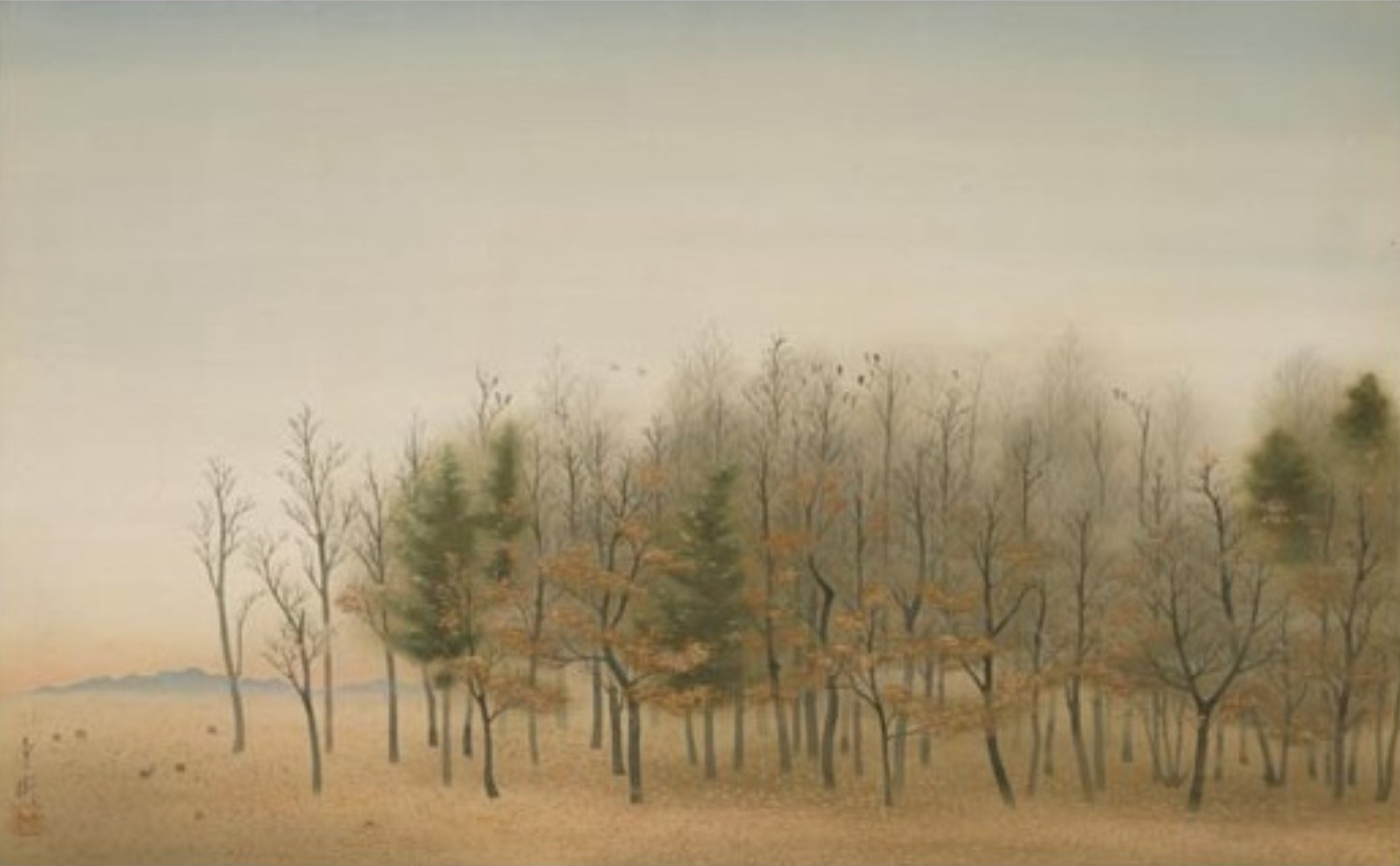
Winterwald
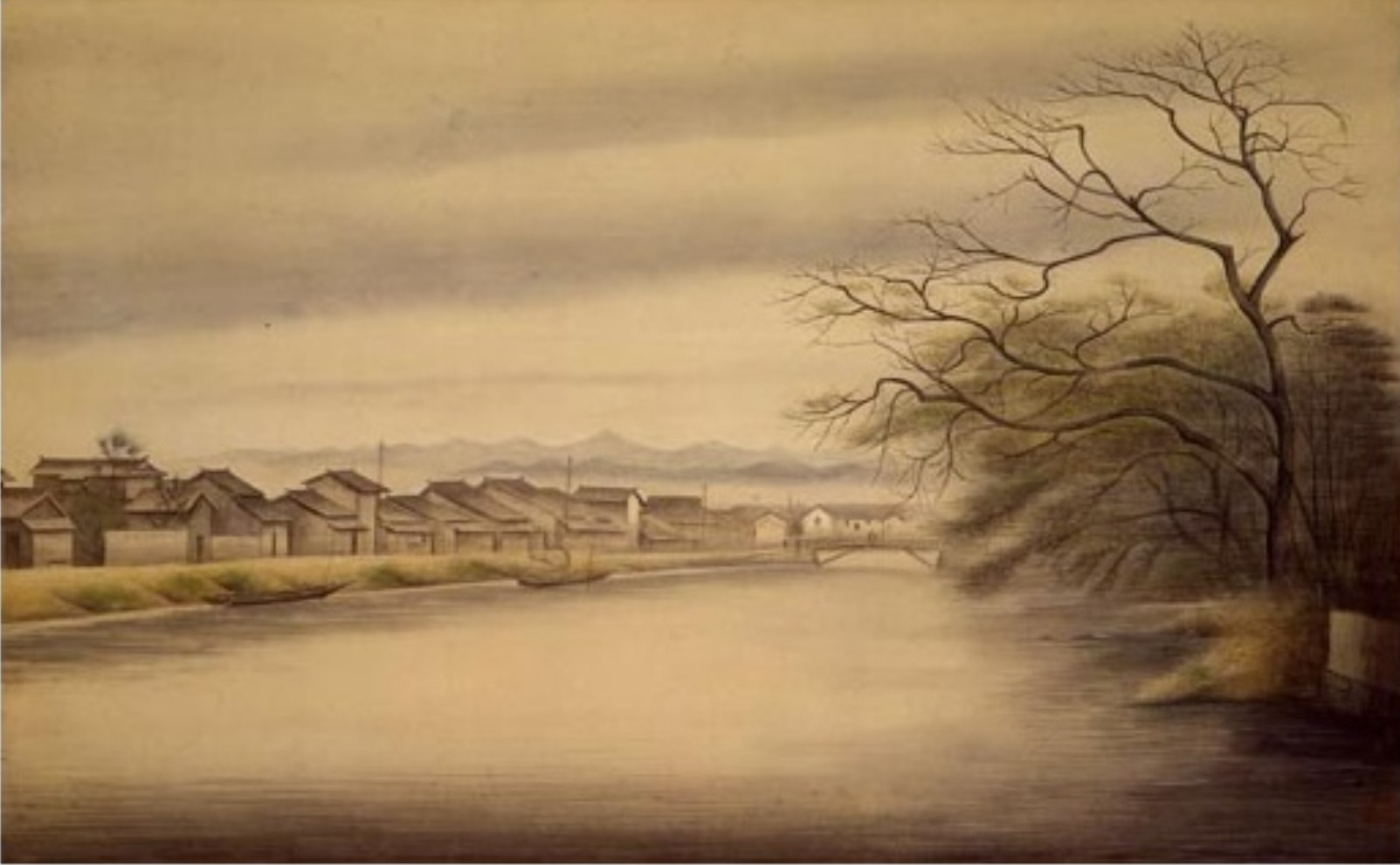
Matsue
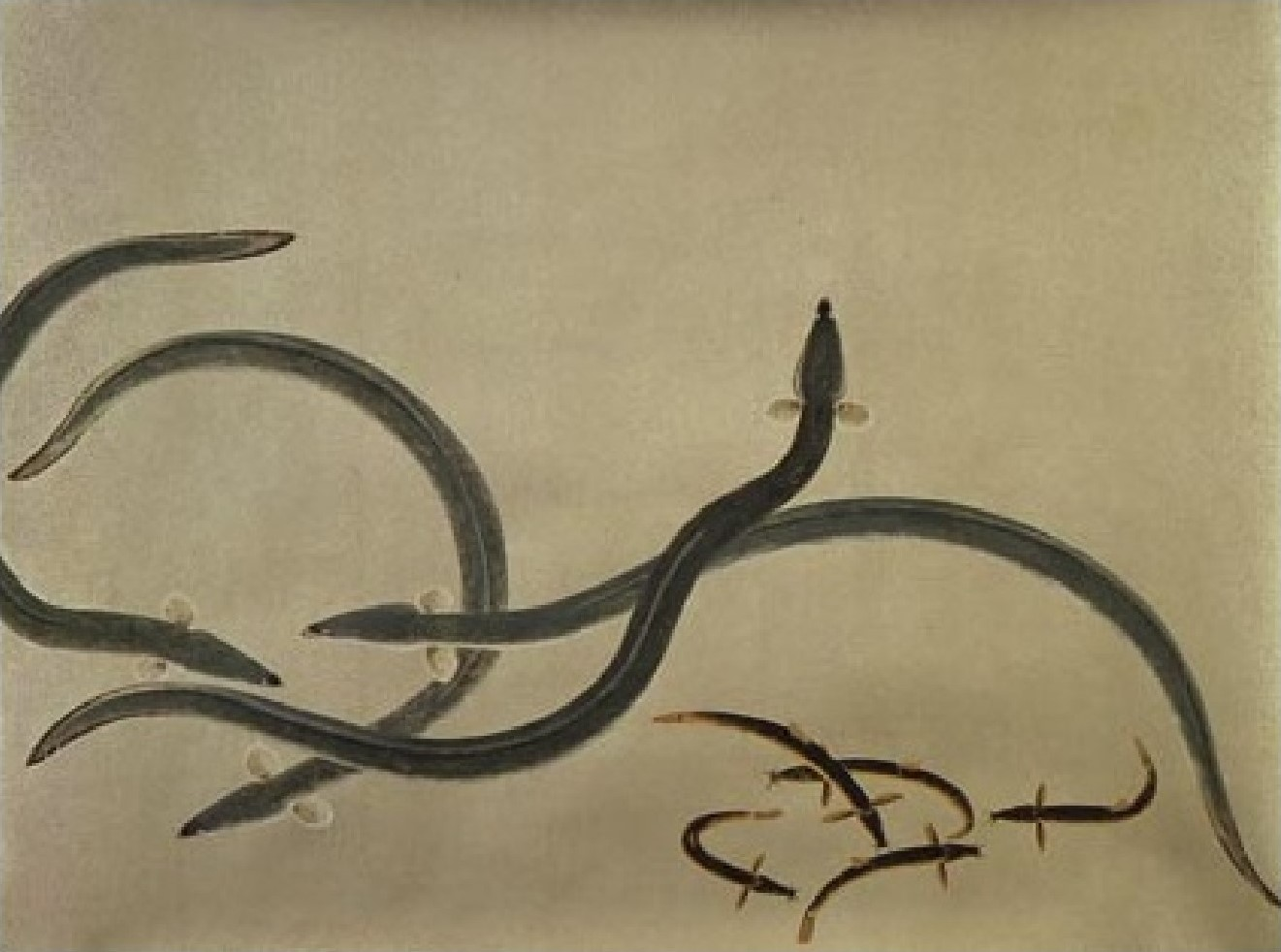
Aale
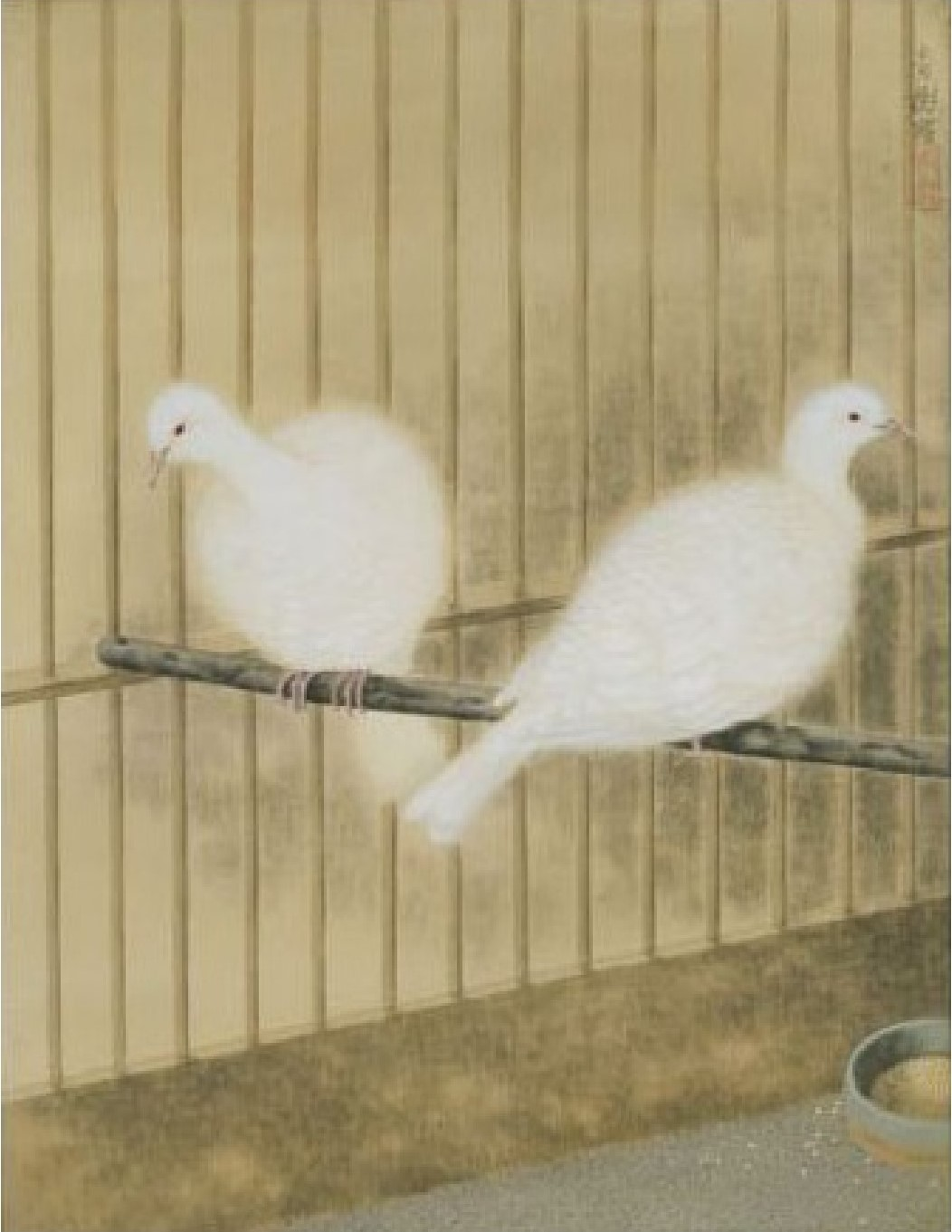
Taubenpaar